# Muirfield
Muirfield est un parcours de golf privé de type links qui est le siège de l'Honourable Company of Edinburgh Golfers. Situé à Gullane, East Lothian, en Écosse et surplombant le Firth of Forth, Muirfield faisait partie des parcours où se joue en rotation le British Open.
Muirfield a été l’hôte de l’Open britannique à quinze reprises, dont la dernière en 2013, qui a vu la victoire de Phil Mickelson. Parmi les autres vainqueurs de l’Open à Muirfield on note les noms de Nick Faldo (à deux reprises), Ernie Els, Tom Watson, Lee Trevino, Jack Nicklaus, Gary Player, Henry Cotton, Alf Perry, Walter Hagen, Harry Vardon et Harold Hilton.  Muirfield fut aussi à dix reprises le théâtre du Open britannique amateurs ainsi que de la Ryder Cup en 1973, de la Walker Cup en 1959 et 1979, de la Curtis Cup 1952 et 1984, ainsi que de nombreux autres tournois importants.
Bien que Muirfield soit un parcours de type links, il a une forme peu habituelle. La plupart des links sont construits le long du rivage maritime avec un retour, ce qui donne deux alignements de neuf trous, chacun aligné en gros dans la même direction. En revanche, Muirfield fut le premier parcours à se démarquer de cette configuration et à être aménagé comme deux boucles de neuf trous, la première se jouant dans le sens des aiguilles d’une montre, la seconde en sens inverse. Il en résulte que par direction de vent constante au cours d’un parcours, chaque trou sera soumis à une direction de vent différente au tertre de départ. En n’importe quel point du parcours il n’est pas possible de trouver plus de trois trous ayant une même direction générale.
Jack Nicklaus a remporté trois Open britanniques, dont son premier à Muirfield en 1966, ce qui lui permit de compléter le premier de ses trois Grands chelems de carrière. Nicklaus a décrit Muirfield comme le "meilleur parcours en Grande-Bretagne". Il a par la suite conçu un parcours de championnat a Dublin, Ohio, un faubourg au nord de sa ville de Columbus. À son ouverture en 1974, Nicklaus le baptisa « Muirfield Village » ; ce parcours a été l'hôte de son Memorial Tournament, un des plus grands tournois sur invitation du PGA Tour depuis 1976.
Muirfield a mis un terme aux deux dernières tentatives de grand chelem, en refusant la troisième victoire en tournoi majeur de l’année au vainqueur des deux premiers, le Masters et l’US Open. Nicklaus termina second à un coup de Trevino en 1972, et Tiger Woods fut victime d’un vent violent et de la pluie en 2002 ce qui lui fit conclure son parcours du troisième jour avec un score de 82.  Il se ressaisit le dimanche avec un score de 65 pour terminer dans le par pour une 28e place partagée, à six coups derrière les joueurs qui allaient se disputer la victoire en play-off.

## The Honourable Company of Edinburgh Golfers
The Honourable Company of Edingburgh Golfers, dont le siège se trouve désormais à Muirfield, revendique l’honneur d’être le plus ancien club de golf du monde, bien que le jeu lui-même soit de plusieurs siècles plus ancien. Les archives du club remontent sans hiatus à 1744, lorsque le club mit en place treize « règles du golf » qui furent appliquées lors de sa première compétition organisée à Leith Links pour le Silver Club. La première compétition fut remportée par John Rattray, qui signa les règles et devint le premier capitaine du club. Le club joua sur les cinq trous de Leith Links durant près d’un siècle, mais le nombre croissant de joueurs le força en 1836 à émigrer vers le Musselburgh Old Course,  à l’époque un parcours de neuf trous. Comme beaucoup d’autres parcours écossais prestigieux, y compris St Andrews, Musselburgh est un parcours public, et en fin de compte ce parcours aussi finit par devenir trop fréquenté au goût des membres du Honourable Company of Edinburgh Golfers.
En 1891, le club se résolut è construire un nouveau parcours privé de dix-huit trous, en emportant avec lui le championnat open. Cette décision provoqua un malaise à Musselburgh qui perdit à partir de ce moment le droit d'organiser l'open de golf. Tom Morris Sr. fut l'architecte du nouveau parcours qui recueillit une large approbation dès le début ; il a été modifié et modernisé à plusieurs reprises depuis lors, de façon parfois significative jusque dans les années 1920, après quoi il est resté stable.  Le premier Open joué sur le nouveau parcours en 1892 fut aussi le premier tournoi à avoir été joué selon la formule de quatre tours, soit 72 trous.

## GOLF: Gentlemen Only, Ladies Forbidden
À l'occasion de l'Open de 2013, tenu à Muirfield, la presse a posé à nouveau la question de l'accès du club aux femmes. En effet, comme pour deux autres clubs de la rotation de l'Open britannique, Royal Troon en Écosse et le Royal St George's en Angleterre, les femmes ne peuvent devenir membre de Muirfield, bien qu'elles puissent y jouer.  
Chargé de l'organisation de l'Open, le Royal and Ancient Golf Club of St Andrews (connu sous les initiales R&A) a expliqué qu'il se pencherait la question.  Interrogé sur la différence qu'il pouvait y avoir entre un club réservé aux hommes et ceux qui interdisent l'accès aux minorités, le président du R&A s'est exclamé : « Je pense qu'il s'agit d'une question ridicule, si je puis dire.  Il y a une énorme différence entre des discriminations raciales, l'antisémitisme, où des pans entiers de la société sont en effet opprimés et traités de très, très mauvaise manière.  Et comparer cela avec un club de golf réservé aux hommes est, je pense, complètement absurde.  Il n'y a aucune comparaison possible ».
Cependant le Royal and Ancient Golf Club of St Andrews a pris en mai 2016 la décision de retirer Muirfield de la rotation de l'Open à l'occasion d'un vote des membres du club sur l'admission de femmes comme membres. La motion n'a pu atteindre les deux tiers de votes requis pour modifier ce point des statuts du club. Les golfeurs Rory McIlroy et Nick Faldo (qui a remporté deux de ses trois British Open à Muirfield et désigné le parcours comme son préféré sur le plan mondial) ont approuvé la décision du R&A's de même que les premiers ministres écossais Nicola Sturgeon et britannique David Cameron.
En mars 2017, 80 % des 621 membres ayant voté avalisent l'acceptation de femmes comme membres du club ce qui permet la réintégration du parcours dans la rotation de l'Open, décision qui est saluée par la Première Ministre écossaise Nicola Sturgeon alors que Rory McIlroy s'étonne pour sa part qu'il se soit encore trouvé 120 membres pour voter contre l'admission des dames au sein du club.

## Parcours
| Trou n° | Par | Mètres |
| ------- | --- | ------ |
| 1       | 4   | 446    |
| 2       | 4   | 347    |
| 3       | 4   | 377    |
| 4       | 3   | 182    |
| 5       | 5   | 510    |
| 6       | 4   | 443    |
| 7       | 3   | 147    |
| 8       | 4   | 443    |
| 9       | 5   | 465    |

| Trou n° | Par | Mètres |
| ------- | --- | ------ |
| 10      | 4   | 473    |
| 11      | 4   | 354    |
| 12      | 4   | 380    |
| 13      | 3   | 156    |
| 14      | 4   | 449    |
| 15      | 4   | 394    |
| 16      | 3   | 186    |
| 17      | 5   | 506    |
| 18      | 4   | 415    |

## Vainqueurs de l'Open britannique
| Année | Champion       | Pays           | Score |
| ----- | -------------- | -------------- | ----- |
| 2013  | Phil Mickelson | États-Unis     | -3    |
| 2002  | Ernie Els      | Afrique du Sud | -6    |
| 1992  | Nick Faldo     | Angleterre     | -12   |
| 1987  | Nick Faldo     | Angleterre     | -5    |
| 1980  | Tom Watson     | États-Unis     | -13   |
| 1972  | Lee Trevino    | États-Unis     | -6    |
| 1966  | Jack Nicklaus  | États-Unis     | -2    |
| 1959  | Gary Player    | Afrique du Sud | E     |
| 1948  | Henry Cotton   | Angleterre     | E     |
| 1935  | Alf Perry      | Angleterre     | 283   |
| 1929  | Walter Hagen   | États-Unis     | 292   |
| 1912  | Ted Ray        | Jersey         | 295   |
| 1906  | James Braid    | Écosse         | 300   |
| 1901  | James Braid    | Écosse         | 309   |
| 1896  | Harry Vardon   | Jersey         | 316   |
| 1892  | Harold Hilton  | Angleterre     | 305   |

## Vainqueurs de l'Open britannique sénior
| Année | Champion   | Pays       | Score |
| ----- | ---------- | ---------- | ----- |
| 2002  | Tom Watson | États-Unis | E     |